# Стража (Словенија)
Стража (словен. Straža) је насељено место и седиште истоимене општине Стража, регија Југоисточна Словенија, Словенији.

## Историја
До територијалне реорганизације у Словенији била је у саставу старе општине Ново Место.

## Становништво
У попису становништва из 2011. године, Стража је имала 1.996 становника.
| Број становника према пописима | Број становника према пописима | Број становника према пописима |
| ------------------------------ | ------------------------------ | ------------------------------ |
| 1991                           | 2002                           | 2011                           |
| 1.878                          | 1.961                          | 1.996                          |

Напомена: Године 1987 настала спајањем насеља Долења Стража, Горења Стража, Хрушевец и Села при Горењи Стражи која су укинута.

## Галерија
- римокатоличка црква "Св. Тома"
- стара сеоска кућа
- обала реке Крке
- железничка станица